# Мандельсхаген
Мандельсхаген (нем. Mandelshagen) — община в Германии, в земле Мекленбург-Передняя Померания.
Входит в состав района Бад-Доберан. Подчиняется управлению Карбек.  Население составляет 256 человек (на 31 декабря 2010 года). Занимает площадь 16,16 км².